# Philidors försvar
Den här artikeln använder algebraisk schacknotation för att beskriva schackdragen.
Philidors försvar är en schacköppning som karaktäriseras av dragen:
1. e4 e5
2. Sf3 d6
Öppningen har fått sitt namn av 1700-talsspelaren François-André Danican Philidor.
Philidors försvar är passivt och numera ganska ovanligt. En nackdel med 2...d6 (jämfört med det vanligare 2...Sc6) är att det inte ger något inflytande i centrum. 

## Varianter
Vits huvudfortsättning är 3.d4 och nu har svart flera möjligheter:
- Att ge upp centrum med 3...exd4 4.Sxd4 Sf6 5.Sc3 Le7 6.g3 (eller 6.Le2).

- Att hålla centrum med 3...Sf6 4.Sc3 Sbd7 5.Lc4 Le7 6.0–0 0–0 7.a4 c6 8.Te1 a5 (eller 8...b6).

- 3...Sd7 4.Lc4 c6. I den här varianten finns det flera öppningsfällor som beskrivs nedan.

- 3...f5 var Phildors ursprungliga idé men anses numera vara tveksamt.

- 3...Lg4 är ett misstag eftersom svart efter 4. dxe5 måste spela 4...Lxf3 (4...dxe5? 5.Dxd8+ Kxd8 6.Sxe5 vinner en bonde) och nu ger 5.Dxf3 dxe5 6.Lc4 vit löparparet och ett utvecklingsförsprång. Det mest kända exemplet på detta är det berömda partiet från Parisoperan 1858 där Paul Morphy besegrade hertigen av Braunschweig och greve Isouard.[1]

## Öppningsfällor
|   | a | b | c | d | e | f | g | h |   |
| 8 | a8 svart torn · c8 svart löpare · d8 svart drottning · e8 svart kung · f8 svart löpare · g8 svart springare · h8 svart torn · a7 svart bonde · b7 svart bonde · c7 svart bonde · d7 svart springare · f7 svart bonde · g7 svart bonde · h7 svart bonde · d6 svart bonde · e5 svart bonde · c4 vit löpare · d4 vit bonde · e4 vit bonde · f3 vit springare · a2 vit bonde · b2 vit bonde · c2 vit bonde · f2 vit bonde · g2 vit bonde · h2 vit bonde · a1 vit torn · b1 vit springare · c1 vit löpare · d1 vit drottning · e1 vit kung · h1 vit torn | a8 svart torn · c8 svart löpare · d8 svart drottning · e8 svart kung · f8 svart löpare · g8 svart springare · h8 svart torn · a7 svart bonde · b7 svart bonde · c7 svart bonde · d7 svart springare · f7 svart bonde · g7 svart bonde · h7 svart bonde · d6 svart bonde · e5 svart bonde · c4 vit löpare · d4 vit bonde · e4 vit bonde · f3 vit springare · a2 vit bonde · b2 vit bonde · c2 vit bonde · f2 vit bonde · g2 vit bonde · h2 vit bonde · a1 vit torn · b1 vit springare · c1 vit löpare · d1 vit drottning · e1 vit kung · h1 vit torn | a8 svart torn · c8 svart löpare · d8 svart drottning · e8 svart kung · f8 svart löpare · g8 svart springare · h8 svart torn · a7 svart bonde · b7 svart bonde · c7 svart bonde · d7 svart springare · f7 svart bonde · g7 svart bonde · h7 svart bonde · d6 svart bonde · e5 svart bonde · c4 vit löpare · d4 vit bonde · e4 vit bonde · f3 vit springare · a2 vit bonde · b2 vit bonde · c2 vit bonde · f2 vit bonde · g2 vit bonde · h2 vit bonde · a1 vit torn · b1 vit springare · c1 vit löpare · d1 vit drottning · e1 vit kung · h1 vit torn | a8 svart torn · c8 svart löpare · d8 svart drottning · e8 svart kung · f8 svart löpare · g8 svart springare · h8 svart torn · a7 svart bonde · b7 svart bonde · c7 svart bonde · d7 svart springare · f7 svart bonde · g7 svart bonde · h7 svart bonde · d6 svart bonde · e5 svart bonde · c4 vit löpare · d4 vit bonde · e4 vit bonde · f3 vit springare · a2 vit bonde · b2 vit bonde · c2 vit bonde · f2 vit bonde · g2 vit bonde · h2 vit bonde · a1 vit torn · b1 vit springare · c1 vit löpare · d1 vit drottning · e1 vit kung · h1 vit torn | a8 svart torn · c8 svart löpare · d8 svart drottning · e8 svart kung · f8 svart löpare · g8 svart springare · h8 svart torn · a7 svart bonde · b7 svart bonde · c7 svart bonde · d7 svart springare · f7 svart bonde · g7 svart bonde · h7 svart bonde · d6 svart bonde · e5 svart bonde · c4 vit löpare · d4 vit bonde · e4 vit bonde · f3 vit springare · a2 vit bonde · b2 vit bonde · c2 vit bonde · f2 vit bonde · g2 vit bonde · h2 vit bonde · a1 vit torn · b1 vit springare · c1 vit löpare · d1 vit drottning · e1 vit kung · h1 vit torn | a8 svart torn · c8 svart löpare · d8 svart drottning · e8 svart kung · f8 svart löpare · g8 svart springare · h8 svart torn · a7 svart bonde · b7 svart bonde · c7 svart bonde · d7 svart springare · f7 svart bonde · g7 svart bonde · h7 svart bonde · d6 svart bonde · e5 svart bonde · c4 vit löpare · d4 vit bonde · e4 vit bonde · f3 vit springare · a2 vit bonde · b2 vit bonde · c2 vit bonde · f2 vit bonde · g2 vit bonde · h2 vit bonde · a1 vit torn · b1 vit springare · c1 vit löpare · d1 vit drottning · e1 vit kung · h1 vit torn | a8 svart torn · c8 svart löpare · d8 svart drottning · e8 svart kung · f8 svart löpare · g8 svart springare · h8 svart torn · a7 svart bonde · b7 svart bonde · c7 svart bonde · d7 svart springare · f7 svart bonde · g7 svart bonde · h7 svart bonde · d6 svart bonde · e5 svart bonde · c4 vit löpare · d4 vit bonde · e4 vit bonde · f3 vit springare · a2 vit bonde · b2 vit bonde · c2 vit bonde · f2 vit bonde · g2 vit bonde · h2 vit bonde · a1 vit torn · b1 vit springare · c1 vit löpare · d1 vit drottning · e1 vit kung · h1 vit torn | a8 svart torn · c8 svart löpare · d8 svart drottning · e8 svart kung · f8 svart löpare · g8 svart springare · h8 svart torn · a7 svart bonde · b7 svart bonde · c7 svart bonde · d7 svart springare · f7 svart bonde · g7 svart bonde · h7 svart bonde · d6 svart bonde · e5 svart bonde · c4 vit löpare · d4 vit bonde · e4 vit bonde · f3 vit springare · a2 vit bonde · b2 vit bonde · c2 vit bonde · f2 vit bonde · g2 vit bonde · h2 vit bonde · a1 vit torn · b1 vit springare · c1 vit löpare · d1 vit drottning · e1 vit kung · h1 vit torn | 8 |
| 7 | a8 svart torn · c8 svart löpare · d8 svart drottning · e8 svart kung · f8 svart löpare · g8 svart springare · h8 svart torn · a7 svart bonde · b7 svart bonde · c7 svart bonde · d7 svart springare · f7 svart bonde · g7 svart bonde · h7 svart bonde · d6 svart bonde · e5 svart bonde · c4 vit löpare · d4 vit bonde · e4 vit bonde · f3 vit springare · a2 vit bonde · b2 vit bonde · c2 vit bonde · f2 vit bonde · g2 vit bonde · h2 vit bonde · a1 vit torn · b1 vit springare · c1 vit löpare · d1 vit drottning · e1 vit kung · h1 vit torn | a8 svart torn · c8 svart löpare · d8 svart drottning · e8 svart kung · f8 svart löpare · g8 svart springare · h8 svart torn · a7 svart bonde · b7 svart bonde · c7 svart bonde · d7 svart springare · f7 svart bonde · g7 svart bonde · h7 svart bonde · d6 svart bonde · e5 svart bonde · c4 vit löpare · d4 vit bonde · e4 vit bonde · f3 vit springare · a2 vit bonde · b2 vit bonde · c2 vit bonde · f2 vit bonde · g2 vit bonde · h2 vit bonde · a1 vit torn · b1 vit springare · c1 vit löpare · d1 vit drottning · e1 vit kung · h1 vit torn | a8 svart torn · c8 svart löpare · d8 svart drottning · e8 svart kung · f8 svart löpare · g8 svart springare · h8 svart torn · a7 svart bonde · b7 svart bonde · c7 svart bonde · d7 svart springare · f7 svart bonde · g7 svart bonde · h7 svart bonde · d6 svart bonde · e5 svart bonde · c4 vit löpare · d4 vit bonde · e4 vit bonde · f3 vit springare · a2 vit bonde · b2 vit bonde · c2 vit bonde · f2 vit bonde · g2 vit bonde · h2 vit bonde · a1 vit torn · b1 vit springare · c1 vit löpare · d1 vit drottning · e1 vit kung · h1 vit torn | a8 svart torn · c8 svart löpare · d8 svart drottning · e8 svart kung · f8 svart löpare · g8 svart springare · h8 svart torn · a7 svart bonde · b7 svart bonde · c7 svart bonde · d7 svart springare · f7 svart bonde · g7 svart bonde · h7 svart bonde · d6 svart bonde · e5 svart bonde · c4 vit löpare · d4 vit bonde · e4 vit bonde · f3 vit springare · a2 vit bonde · b2 vit bonde · c2 vit bonde · f2 vit bonde · g2 vit bonde · h2 vit bonde · a1 vit torn · b1 vit springare · c1 vit löpare · d1 vit drottning · e1 vit kung · h1 vit torn | a8 svart torn · c8 svart löpare · d8 svart drottning · e8 svart kung · f8 svart löpare · g8 svart springare · h8 svart torn · a7 svart bonde · b7 svart bonde · c7 svart bonde · d7 svart springare · f7 svart bonde · g7 svart bonde · h7 svart bonde · d6 svart bonde · e5 svart bonde · c4 vit löpare · d4 vit bonde · e4 vit bonde · f3 vit springare · a2 vit bonde · b2 vit bonde · c2 vit bonde · f2 vit bonde · g2 vit bonde · h2 vit bonde · a1 vit torn · b1 vit springare · c1 vit löpare · d1 vit drottning · e1 vit kung · h1 vit torn | a8 svart torn · c8 svart löpare · d8 svart drottning · e8 svart kung · f8 svart löpare · g8 svart springare · h8 svart torn · a7 svart bonde · b7 svart bonde · c7 svart bonde · d7 svart springare · f7 svart bonde · g7 svart bonde · h7 svart bonde · d6 svart bonde · e5 svart bonde · c4 vit löpare · d4 vit bonde · e4 vit bonde · f3 vit springare · a2 vit bonde · b2 vit bonde · c2 vit bonde · f2 vit bonde · g2 vit bonde · h2 vit bonde · a1 vit torn · b1 vit springare · c1 vit löpare · d1 vit drottning · e1 vit kung · h1 vit torn | a8 svart torn · c8 svart löpare · d8 svart drottning · e8 svart kung · f8 svart löpare · g8 svart springare · h8 svart torn · a7 svart bonde · b7 svart bonde · c7 svart bonde · d7 svart springare · f7 svart bonde · g7 svart bonde · h7 svart bonde · d6 svart bonde · e5 svart bonde · c4 vit löpare · d4 vit bonde · e4 vit bonde · f3 vit springare · a2 vit bonde · b2 vit bonde · c2 vit bonde · f2 vit bonde · g2 vit bonde · h2 vit bonde · a1 vit torn · b1 vit springare · c1 vit löpare · d1 vit drottning · e1 vit kung · h1 vit torn | a8 svart torn · c8 svart löpare · d8 svart drottning · e8 svart kung · f8 svart löpare · g8 svart springare · h8 svart torn · a7 svart bonde · b7 svart bonde · c7 svart bonde · d7 svart springare · f7 svart bonde · g7 svart bonde · h7 svart bonde · d6 svart bonde · e5 svart bonde · c4 vit löpare · d4 vit bonde · e4 vit bonde · f3 vit springare · a2 vit bonde · b2 vit bonde · c2 vit bonde · f2 vit bonde · g2 vit bonde · h2 vit bonde · a1 vit torn · b1 vit springare · c1 vit löpare · d1 vit drottning · e1 vit kung · h1 vit torn | 7 |
| 6 | a8 svart torn · c8 svart löpare · d8 svart drottning · e8 svart kung · f8 svart löpare · g8 svart springare · h8 svart torn · a7 svart bonde · b7 svart bonde · c7 svart bonde · d7 svart springare · f7 svart bonde · g7 svart bonde · h7 svart bonde · d6 svart bonde · e5 svart bonde · c4 vit löpare · d4 vit bonde · e4 vit bonde · f3 vit springare · a2 vit bonde · b2 vit bonde · c2 vit bonde · f2 vit bonde · g2 vit bonde · h2 vit bonde · a1 vit torn · b1 vit springare · c1 vit löpare · d1 vit drottning · e1 vit kung · h1 vit torn | a8 svart torn · c8 svart löpare · d8 svart drottning · e8 svart kung · f8 svart löpare · g8 svart springare · h8 svart torn · a7 svart bonde · b7 svart bonde · c7 svart bonde · d7 svart springare · f7 svart bonde · g7 svart bonde · h7 svart bonde · d6 svart bonde · e5 svart bonde · c4 vit löpare · d4 vit bonde · e4 vit bonde · f3 vit springare · a2 vit bonde · b2 vit bonde · c2 vit bonde · f2 vit bonde · g2 vit bonde · h2 vit bonde · a1 vit torn · b1 vit springare · c1 vit löpare · d1 vit drottning · e1 vit kung · h1 vit torn | a8 svart torn · c8 svart löpare · d8 svart drottning · e8 svart kung · f8 svart löpare · g8 svart springare · h8 svart torn · a7 svart bonde · b7 svart bonde · c7 svart bonde · d7 svart springare · f7 svart bonde · g7 svart bonde · h7 svart bonde · d6 svart bonde · e5 svart bonde · c4 vit löpare · d4 vit bonde · e4 vit bonde · f3 vit springare · a2 vit bonde · b2 vit bonde · c2 vit bonde · f2 vit bonde · g2 vit bonde · h2 vit bonde · a1 vit torn · b1 vit springare · c1 vit löpare · d1 vit drottning · e1 vit kung · h1 vit torn | a8 svart torn · c8 svart löpare · d8 svart drottning · e8 svart kung · f8 svart löpare · g8 svart springare · h8 svart torn · a7 svart bonde · b7 svart bonde · c7 svart bonde · d7 svart springare · f7 svart bonde · g7 svart bonde · h7 svart bonde · d6 svart bonde · e5 svart bonde · c4 vit löpare · d4 vit bonde · e4 vit bonde · f3 vit springare · a2 vit bonde · b2 vit bonde · c2 vit bonde · f2 vit bonde · g2 vit bonde · h2 vit bonde · a1 vit torn · b1 vit springare · c1 vit löpare · d1 vit drottning · e1 vit kung · h1 vit torn | a8 svart torn · c8 svart löpare · d8 svart drottning · e8 svart kung · f8 svart löpare · g8 svart springare · h8 svart torn · a7 svart bonde · b7 svart bonde · c7 svart bonde · d7 svart springare · f7 svart bonde · g7 svart bonde · h7 svart bonde · d6 svart bonde · e5 svart bonde · c4 vit löpare · d4 vit bonde · e4 vit bonde · f3 vit springare · a2 vit bonde · b2 vit bonde · c2 vit bonde · f2 vit bonde · g2 vit bonde · h2 vit bonde · a1 vit torn · b1 vit springare · c1 vit löpare · d1 vit drottning · e1 vit kung · h1 vit torn | a8 svart torn · c8 svart löpare · d8 svart drottning · e8 svart kung · f8 svart löpare · g8 svart springare · h8 svart torn · a7 svart bonde · b7 svart bonde · c7 svart bonde · d7 svart springare · f7 svart bonde · g7 svart bonde · h7 svart bonde · d6 svart bonde · e5 svart bonde · c4 vit löpare · d4 vit bonde · e4 vit bonde · f3 vit springare · a2 vit bonde · b2 vit bonde · c2 vit bonde · f2 vit bonde · g2 vit bonde · h2 vit bonde · a1 vit torn · b1 vit springare · c1 vit löpare · d1 vit drottning · e1 vit kung · h1 vit torn | a8 svart torn · c8 svart löpare · d8 svart drottning · e8 svart kung · f8 svart löpare · g8 svart springare · h8 svart torn · a7 svart bonde · b7 svart bonde · c7 svart bonde · d7 svart springare · f7 svart bonde · g7 svart bonde · h7 svart bonde · d6 svart bonde · e5 svart bonde · c4 vit löpare · d4 vit bonde · e4 vit bonde · f3 vit springare · a2 vit bonde · b2 vit bonde · c2 vit bonde · f2 vit bonde · g2 vit bonde · h2 vit bonde · a1 vit torn · b1 vit springare · c1 vit löpare · d1 vit drottning · e1 vit kung · h1 vit torn | a8 svart torn · c8 svart löpare · d8 svart drottning · e8 svart kung · f8 svart löpare · g8 svart springare · h8 svart torn · a7 svart bonde · b7 svart bonde · c7 svart bonde · d7 svart springare · f7 svart bonde · g7 svart bonde · h7 svart bonde · d6 svart bonde · e5 svart bonde · c4 vit löpare · d4 vit bonde · e4 vit bonde · f3 vit springare · a2 vit bonde · b2 vit bonde · c2 vit bonde · f2 vit bonde · g2 vit bonde · h2 vit bonde · a1 vit torn · b1 vit springare · c1 vit löpare · d1 vit drottning · e1 vit kung · h1 vit torn | 6 |
| 5 | a8 svart torn · c8 svart löpare · d8 svart drottning · e8 svart kung · f8 svart löpare · g8 svart springare · h8 svart torn · a7 svart bonde · b7 svart bonde · c7 svart bonde · d7 svart springare · f7 svart bonde · g7 svart bonde · h7 svart bonde · d6 svart bonde · e5 svart bonde · c4 vit löpare · d4 vit bonde · e4 vit bonde · f3 vit springare · a2 vit bonde · b2 vit bonde · c2 vit bonde · f2 vit bonde · g2 vit bonde · h2 vit bonde · a1 vit torn · b1 vit springare · c1 vit löpare · d1 vit drottning · e1 vit kung · h1 vit torn | a8 svart torn · c8 svart löpare · d8 svart drottning · e8 svart kung · f8 svart löpare · g8 svart springare · h8 svart torn · a7 svart bonde · b7 svart bonde · c7 svart bonde · d7 svart springare · f7 svart bonde · g7 svart bonde · h7 svart bonde · d6 svart bonde · e5 svart bonde · c4 vit löpare · d4 vit bonde · e4 vit bonde · f3 vit springare · a2 vit bonde · b2 vit bonde · c2 vit bonde · f2 vit bonde · g2 vit bonde · h2 vit bonde · a1 vit torn · b1 vit springare · c1 vit löpare · d1 vit drottning · e1 vit kung · h1 vit torn | a8 svart torn · c8 svart löpare · d8 svart drottning · e8 svart kung · f8 svart löpare · g8 svart springare · h8 svart torn · a7 svart bonde · b7 svart bonde · c7 svart bonde · d7 svart springare · f7 svart bonde · g7 svart bonde · h7 svart bonde · d6 svart bonde · e5 svart bonde · c4 vit löpare · d4 vit bonde · e4 vit bonde · f3 vit springare · a2 vit bonde · b2 vit bonde · c2 vit bonde · f2 vit bonde · g2 vit bonde · h2 vit bonde · a1 vit torn · b1 vit springare · c1 vit löpare · d1 vit drottning · e1 vit kung · h1 vit torn | a8 svart torn · c8 svart löpare · d8 svart drottning · e8 svart kung · f8 svart löpare · g8 svart springare · h8 svart torn · a7 svart bonde · b7 svart bonde · c7 svart bonde · d7 svart springare · f7 svart bonde · g7 svart bonde · h7 svart bonde · d6 svart bonde · e5 svart bonde · c4 vit löpare · d4 vit bonde · e4 vit bonde · f3 vit springare · a2 vit bonde · b2 vit bonde · c2 vit bonde · f2 vit bonde · g2 vit bonde · h2 vit bonde · a1 vit torn · b1 vit springare · c1 vit löpare · d1 vit drottning · e1 vit kung · h1 vit torn | a8 svart torn · c8 svart löpare · d8 svart drottning · e8 svart kung · f8 svart löpare · g8 svart springare · h8 svart torn · a7 svart bonde · b7 svart bonde · c7 svart bonde · d7 svart springare · f7 svart bonde · g7 svart bonde · h7 svart bonde · d6 svart bonde · e5 svart bonde · c4 vit löpare · d4 vit bonde · e4 vit bonde · f3 vit springare · a2 vit bonde · b2 vit bonde · c2 vit bonde · f2 vit bonde · g2 vit bonde · h2 vit bonde · a1 vit torn · b1 vit springare · c1 vit löpare · d1 vit drottning · e1 vit kung · h1 vit torn | a8 svart torn · c8 svart löpare · d8 svart drottning · e8 svart kung · f8 svart löpare · g8 svart springare · h8 svart torn · a7 svart bonde · b7 svart bonde · c7 svart bonde · d7 svart springare · f7 svart bonde · g7 svart bonde · h7 svart bonde · d6 svart bonde · e5 svart bonde · c4 vit löpare · d4 vit bonde · e4 vit bonde · f3 vit springare · a2 vit bonde · b2 vit bonde · c2 vit bonde · f2 vit bonde · g2 vit bonde · h2 vit bonde · a1 vit torn · b1 vit springare · c1 vit löpare · d1 vit drottning · e1 vit kung · h1 vit torn | a8 svart torn · c8 svart löpare · d8 svart drottning · e8 svart kung · f8 svart löpare · g8 svart springare · h8 svart torn · a7 svart bonde · b7 svart bonde · c7 svart bonde · d7 svart springare · f7 svart bonde · g7 svart bonde · h7 svart bonde · d6 svart bonde · e5 svart bonde · c4 vit löpare · d4 vit bonde · e4 vit bonde · f3 vit springare · a2 vit bonde · b2 vit bonde · c2 vit bonde · f2 vit bonde · g2 vit bonde · h2 vit bonde · a1 vit torn · b1 vit springare · c1 vit löpare · d1 vit drottning · e1 vit kung · h1 vit torn | a8 svart torn · c8 svart löpare · d8 svart drottning · e8 svart kung · f8 svart löpare · g8 svart springare · h8 svart torn · a7 svart bonde · b7 svart bonde · c7 svart bonde · d7 svart springare · f7 svart bonde · g7 svart bonde · h7 svart bonde · d6 svart bonde · e5 svart bonde · c4 vit löpare · d4 vit bonde · e4 vit bonde · f3 vit springare · a2 vit bonde · b2 vit bonde · c2 vit bonde · f2 vit bonde · g2 vit bonde · h2 vit bonde · a1 vit torn · b1 vit springare · c1 vit löpare · d1 vit drottning · e1 vit kung · h1 vit torn | 5 |
| 4 | a8 svart torn · c8 svart löpare · d8 svart drottning · e8 svart kung · f8 svart löpare · g8 svart springare · h8 svart torn · a7 svart bonde · b7 svart bonde · c7 svart bonde · d7 svart springare · f7 svart bonde · g7 svart bonde · h7 svart bonde · d6 svart bonde · e5 svart bonde · c4 vit löpare · d4 vit bonde · e4 vit bonde · f3 vit springare · a2 vit bonde · b2 vit bonde · c2 vit bonde · f2 vit bonde · g2 vit bonde · h2 vit bonde · a1 vit torn · b1 vit springare · c1 vit löpare · d1 vit drottning · e1 vit kung · h1 vit torn | a8 svart torn · c8 svart löpare · d8 svart drottning · e8 svart kung · f8 svart löpare · g8 svart springare · h8 svart torn · a7 svart bonde · b7 svart bonde · c7 svart bonde · d7 svart springare · f7 svart bonde · g7 svart bonde · h7 svart bonde · d6 svart bonde · e5 svart bonde · c4 vit löpare · d4 vit bonde · e4 vit bonde · f3 vit springare · a2 vit bonde · b2 vit bonde · c2 vit bonde · f2 vit bonde · g2 vit bonde · h2 vit bonde · a1 vit torn · b1 vit springare · c1 vit löpare · d1 vit drottning · e1 vit kung · h1 vit torn | a8 svart torn · c8 svart löpare · d8 svart drottning · e8 svart kung · f8 svart löpare · g8 svart springare · h8 svart torn · a7 svart bonde · b7 svart bonde · c7 svart bonde · d7 svart springare · f7 svart bonde · g7 svart bonde · h7 svart bonde · d6 svart bonde · e5 svart bonde · c4 vit löpare · d4 vit bonde · e4 vit bonde · f3 vit springare · a2 vit bonde · b2 vit bonde · c2 vit bonde · f2 vit bonde · g2 vit bonde · h2 vit bonde · a1 vit torn · b1 vit springare · c1 vit löpare · d1 vit drottning · e1 vit kung · h1 vit torn | a8 svart torn · c8 svart löpare · d8 svart drottning · e8 svart kung · f8 svart löpare · g8 svart springare · h8 svart torn · a7 svart bonde · b7 svart bonde · c7 svart bonde · d7 svart springare · f7 svart bonde · g7 svart bonde · h7 svart bonde · d6 svart bonde · e5 svart bonde · c4 vit löpare · d4 vit bonde · e4 vit bonde · f3 vit springare · a2 vit bonde · b2 vit bonde · c2 vit bonde · f2 vit bonde · g2 vit bonde · h2 vit bonde · a1 vit torn · b1 vit springare · c1 vit löpare · d1 vit drottning · e1 vit kung · h1 vit torn | a8 svart torn · c8 svart löpare · d8 svart drottning · e8 svart kung · f8 svart löpare · g8 svart springare · h8 svart torn · a7 svart bonde · b7 svart bonde · c7 svart bonde · d7 svart springare · f7 svart bonde · g7 svart bonde · h7 svart bonde · d6 svart bonde · e5 svart bonde · c4 vit löpare · d4 vit bonde · e4 vit bonde · f3 vit springare · a2 vit bonde · b2 vit bonde · c2 vit bonde · f2 vit bonde · g2 vit bonde · h2 vit bonde · a1 vit torn · b1 vit springare · c1 vit löpare · d1 vit drottning · e1 vit kung · h1 vit torn | a8 svart torn · c8 svart löpare · d8 svart drottning · e8 svart kung · f8 svart löpare · g8 svart springare · h8 svart torn · a7 svart bonde · b7 svart bonde · c7 svart bonde · d7 svart springare · f7 svart bonde · g7 svart bonde · h7 svart bonde · d6 svart bonde · e5 svart bonde · c4 vit löpare · d4 vit bonde · e4 vit bonde · f3 vit springare · a2 vit bonde · b2 vit bonde · c2 vit bonde · f2 vit bonde · g2 vit bonde · h2 vit bonde · a1 vit torn · b1 vit springare · c1 vit löpare · d1 vit drottning · e1 vit kung · h1 vit torn | a8 svart torn · c8 svart löpare · d8 svart drottning · e8 svart kung · f8 svart löpare · g8 svart springare · h8 svart torn · a7 svart bonde · b7 svart bonde · c7 svart bonde · d7 svart springare · f7 svart bonde · g7 svart bonde · h7 svart bonde · d6 svart bonde · e5 svart bonde · c4 vit löpare · d4 vit bonde · e4 vit bonde · f3 vit springare · a2 vit bonde · b2 vit bonde · c2 vit bonde · f2 vit bonde · g2 vit bonde · h2 vit bonde · a1 vit torn · b1 vit springare · c1 vit löpare · d1 vit drottning · e1 vit kung · h1 vit torn | a8 svart torn · c8 svart löpare · d8 svart drottning · e8 svart kung · f8 svart löpare · g8 svart springare · h8 svart torn · a7 svart bonde · b7 svart bonde · c7 svart bonde · d7 svart springare · f7 svart bonde · g7 svart bonde · h7 svart bonde · d6 svart bonde · e5 svart bonde · c4 vit löpare · d4 vit bonde · e4 vit bonde · f3 vit springare · a2 vit bonde · b2 vit bonde · c2 vit bonde · f2 vit bonde · g2 vit bonde · h2 vit bonde · a1 vit torn · b1 vit springare · c1 vit löpare · d1 vit drottning · e1 vit kung · h1 vit torn | 4 |
| 3 | a8 svart torn · c8 svart löpare · d8 svart drottning · e8 svart kung · f8 svart löpare · g8 svart springare · h8 svart torn · a7 svart bonde · b7 svart bonde · c7 svart bonde · d7 svart springare · f7 svart bonde · g7 svart bonde · h7 svart bonde · d6 svart bonde · e5 svart bonde · c4 vit löpare · d4 vit bonde · e4 vit bonde · f3 vit springare · a2 vit bonde · b2 vit bonde · c2 vit bonde · f2 vit bonde · g2 vit bonde · h2 vit bonde · a1 vit torn · b1 vit springare · c1 vit löpare · d1 vit drottning · e1 vit kung · h1 vit torn | a8 svart torn · c8 svart löpare · d8 svart drottning · e8 svart kung · f8 svart löpare · g8 svart springare · h8 svart torn · a7 svart bonde · b7 svart bonde · c7 svart bonde · d7 svart springare · f7 svart bonde · g7 svart bonde · h7 svart bonde · d6 svart bonde · e5 svart bonde · c4 vit löpare · d4 vit bonde · e4 vit bonde · f3 vit springare · a2 vit bonde · b2 vit bonde · c2 vit bonde · f2 vit bonde · g2 vit bonde · h2 vit bonde · a1 vit torn · b1 vit springare · c1 vit löpare · d1 vit drottning · e1 vit kung · h1 vit torn | a8 svart torn · c8 svart löpare · d8 svart drottning · e8 svart kung · f8 svart löpare · g8 svart springare · h8 svart torn · a7 svart bonde · b7 svart bonde · c7 svart bonde · d7 svart springare · f7 svart bonde · g7 svart bonde · h7 svart bonde · d6 svart bonde · e5 svart bonde · c4 vit löpare · d4 vit bonde · e4 vit bonde · f3 vit springare · a2 vit bonde · b2 vit bonde · c2 vit bonde · f2 vit bonde · g2 vit bonde · h2 vit bonde · a1 vit torn · b1 vit springare · c1 vit löpare · d1 vit drottning · e1 vit kung · h1 vit torn | a8 svart torn · c8 svart löpare · d8 svart drottning · e8 svart kung · f8 svart löpare · g8 svart springare · h8 svart torn · a7 svart bonde · b7 svart bonde · c7 svart bonde · d7 svart springare · f7 svart bonde · g7 svart bonde · h7 svart bonde · d6 svart bonde · e5 svart bonde · c4 vit löpare · d4 vit bonde · e4 vit bonde · f3 vit springare · a2 vit bonde · b2 vit bonde · c2 vit bonde · f2 vit bonde · g2 vit bonde · h2 vit bonde · a1 vit torn · b1 vit springare · c1 vit löpare · d1 vit drottning · e1 vit kung · h1 vit torn | a8 svart torn · c8 svart löpare · d8 svart drottning · e8 svart kung · f8 svart löpare · g8 svart springare · h8 svart torn · a7 svart bonde · b7 svart bonde · c7 svart bonde · d7 svart springare · f7 svart bonde · g7 svart bonde · h7 svart bonde · d6 svart bonde · e5 svart bonde · c4 vit löpare · d4 vit bonde · e4 vit bonde · f3 vit springare · a2 vit bonde · b2 vit bonde · c2 vit bonde · f2 vit bonde · g2 vit bonde · h2 vit bonde · a1 vit torn · b1 vit springare · c1 vit löpare · d1 vit drottning · e1 vit kung · h1 vit torn | a8 svart torn · c8 svart löpare · d8 svart drottning · e8 svart kung · f8 svart löpare · g8 svart springare · h8 svart torn · a7 svart bonde · b7 svart bonde · c7 svart bonde · d7 svart springare · f7 svart bonde · g7 svart bonde · h7 svart bonde · d6 svart bonde · e5 svart bonde · c4 vit löpare · d4 vit bonde · e4 vit bonde · f3 vit springare · a2 vit bonde · b2 vit bonde · c2 vit bonde · f2 vit bonde · g2 vit bonde · h2 vit bonde · a1 vit torn · b1 vit springare · c1 vit löpare · d1 vit drottning · e1 vit kung · h1 vit torn | a8 svart torn · c8 svart löpare · d8 svart drottning · e8 svart kung · f8 svart löpare · g8 svart springare · h8 svart torn · a7 svart bonde · b7 svart bonde · c7 svart bonde · d7 svart springare · f7 svart bonde · g7 svart bonde · h7 svart bonde · d6 svart bonde · e5 svart bonde · c4 vit löpare · d4 vit bonde · e4 vit bonde · f3 vit springare · a2 vit bonde · b2 vit bonde · c2 vit bonde · f2 vit bonde · g2 vit bonde · h2 vit bonde · a1 vit torn · b1 vit springare · c1 vit löpare · d1 vit drottning · e1 vit kung · h1 vit torn | a8 svart torn · c8 svart löpare · d8 svart drottning · e8 svart kung · f8 svart löpare · g8 svart springare · h8 svart torn · a7 svart bonde · b7 svart bonde · c7 svart bonde · d7 svart springare · f7 svart bonde · g7 svart bonde · h7 svart bonde · d6 svart bonde · e5 svart bonde · c4 vit löpare · d4 vit bonde · e4 vit bonde · f3 vit springare · a2 vit bonde · b2 vit bonde · c2 vit bonde · f2 vit bonde · g2 vit bonde · h2 vit bonde · a1 vit torn · b1 vit springare · c1 vit löpare · d1 vit drottning · e1 vit kung · h1 vit torn | 3 |
| 2 | a8 svart torn · c8 svart löpare · d8 svart drottning · e8 svart kung · f8 svart löpare · g8 svart springare · h8 svart torn · a7 svart bonde · b7 svart bonde · c7 svart bonde · d7 svart springare · f7 svart bonde · g7 svart bonde · h7 svart bonde · d6 svart bonde · e5 svart bonde · c4 vit löpare · d4 vit bonde · e4 vit bonde · f3 vit springare · a2 vit bonde · b2 vit bonde · c2 vit bonde · f2 vit bonde · g2 vit bonde · h2 vit bonde · a1 vit torn · b1 vit springare · c1 vit löpare · d1 vit drottning · e1 vit kung · h1 vit torn | a8 svart torn · c8 svart löpare · d8 svart drottning · e8 svart kung · f8 svart löpare · g8 svart springare · h8 svart torn · a7 svart bonde · b7 svart bonde · c7 svart bonde · d7 svart springare · f7 svart bonde · g7 svart bonde · h7 svart bonde · d6 svart bonde · e5 svart bonde · c4 vit löpare · d4 vit bonde · e4 vit bonde · f3 vit springare · a2 vit bonde · b2 vit bonde · c2 vit bonde · f2 vit bonde · g2 vit bonde · h2 vit bonde · a1 vit torn · b1 vit springare · c1 vit löpare · d1 vit drottning · e1 vit kung · h1 vit torn | a8 svart torn · c8 svart löpare · d8 svart drottning · e8 svart kung · f8 svart löpare · g8 svart springare · h8 svart torn · a7 svart bonde · b7 svart bonde · c7 svart bonde · d7 svart springare · f7 svart bonde · g7 svart bonde · h7 svart bonde · d6 svart bonde · e5 svart bonde · c4 vit löpare · d4 vit bonde · e4 vit bonde · f3 vit springare · a2 vit bonde · b2 vit bonde · c2 vit bonde · f2 vit bonde · g2 vit bonde · h2 vit bonde · a1 vit torn · b1 vit springare · c1 vit löpare · d1 vit drottning · e1 vit kung · h1 vit torn | a8 svart torn · c8 svart löpare · d8 svart drottning · e8 svart kung · f8 svart löpare · g8 svart springare · h8 svart torn · a7 svart bonde · b7 svart bonde · c7 svart bonde · d7 svart springare · f7 svart bonde · g7 svart bonde · h7 svart bonde · d6 svart bonde · e5 svart bonde · c4 vit löpare · d4 vit bonde · e4 vit bonde · f3 vit springare · a2 vit bonde · b2 vit bonde · c2 vit bonde · f2 vit bonde · g2 vit bonde · h2 vit bonde · a1 vit torn · b1 vit springare · c1 vit löpare · d1 vit drottning · e1 vit kung · h1 vit torn | a8 svart torn · c8 svart löpare · d8 svart drottning · e8 svart kung · f8 svart löpare · g8 svart springare · h8 svart torn · a7 svart bonde · b7 svart bonde · c7 svart bonde · d7 svart springare · f7 svart bonde · g7 svart bonde · h7 svart bonde · d6 svart bonde · e5 svart bonde · c4 vit löpare · d4 vit bonde · e4 vit bonde · f3 vit springare · a2 vit bonde · b2 vit bonde · c2 vit bonde · f2 vit bonde · g2 vit bonde · h2 vit bonde · a1 vit torn · b1 vit springare · c1 vit löpare · d1 vit drottning · e1 vit kung · h1 vit torn | a8 svart torn · c8 svart löpare · d8 svart drottning · e8 svart kung · f8 svart löpare · g8 svart springare · h8 svart torn · a7 svart bonde · b7 svart bonde · c7 svart bonde · d7 svart springare · f7 svart bonde · g7 svart bonde · h7 svart bonde · d6 svart bonde · e5 svart bonde · c4 vit löpare · d4 vit bonde · e4 vit bonde · f3 vit springare · a2 vit bonde · b2 vit bonde · c2 vit bonde · f2 vit bonde · g2 vit bonde · h2 vit bonde · a1 vit torn · b1 vit springare · c1 vit löpare · d1 vit drottning · e1 vit kung · h1 vit torn | a8 svart torn · c8 svart löpare · d8 svart drottning · e8 svart kung · f8 svart löpare · g8 svart springare · h8 svart torn · a7 svart bonde · b7 svart bonde · c7 svart bonde · d7 svart springare · f7 svart bonde · g7 svart bonde · h7 svart bonde · d6 svart bonde · e5 svart bonde · c4 vit löpare · d4 vit bonde · e4 vit bonde · f3 vit springare · a2 vit bonde · b2 vit bonde · c2 vit bonde · f2 vit bonde · g2 vit bonde · h2 vit bonde · a1 vit torn · b1 vit springare · c1 vit löpare · d1 vit drottning · e1 vit kung · h1 vit torn | a8 svart torn · c8 svart löpare · d8 svart drottning · e8 svart kung · f8 svart löpare · g8 svart springare · h8 svart torn · a7 svart bonde · b7 svart bonde · c7 svart bonde · d7 svart springare · f7 svart bonde · g7 svart bonde · h7 svart bonde · d6 svart bonde · e5 svart bonde · c4 vit löpare · d4 vit bonde · e4 vit bonde · f3 vit springare · a2 vit bonde · b2 vit bonde · c2 vit bonde · f2 vit bonde · g2 vit bonde · h2 vit bonde · a1 vit torn · b1 vit springare · c1 vit löpare · d1 vit drottning · e1 vit kung · h1 vit torn | 2 |
| 1 | a8 svart torn · c8 svart löpare · d8 svart drottning · e8 svart kung · f8 svart löpare · g8 svart springare · h8 svart torn · a7 svart bonde · b7 svart bonde · c7 svart bonde · d7 svart springare · f7 svart bonde · g7 svart bonde · h7 svart bonde · d6 svart bonde · e5 svart bonde · c4 vit löpare · d4 vit bonde · e4 vit bonde · f3 vit springare · a2 vit bonde · b2 vit bonde · c2 vit bonde · f2 vit bonde · g2 vit bonde · h2 vit bonde · a1 vit torn · b1 vit springare · c1 vit löpare · d1 vit drottning · e1 vit kung · h1 vit torn | a8 svart torn · c8 svart löpare · d8 svart drottning · e8 svart kung · f8 svart löpare · g8 svart springare · h8 svart torn · a7 svart bonde · b7 svart bonde · c7 svart bonde · d7 svart springare · f7 svart bonde · g7 svart bonde · h7 svart bonde · d6 svart bonde · e5 svart bonde · c4 vit löpare · d4 vit bonde · e4 vit bonde · f3 vit springare · a2 vit bonde · b2 vit bonde · c2 vit bonde · f2 vit bonde · g2 vit bonde · h2 vit bonde · a1 vit torn · b1 vit springare · c1 vit löpare · d1 vit drottning · e1 vit kung · h1 vit torn | a8 svart torn · c8 svart löpare · d8 svart drottning · e8 svart kung · f8 svart löpare · g8 svart springare · h8 svart torn · a7 svart bonde · b7 svart bonde · c7 svart bonde · d7 svart springare · f7 svart bonde · g7 svart bonde · h7 svart bonde · d6 svart bonde · e5 svart bonde · c4 vit löpare · d4 vit bonde · e4 vit bonde · f3 vit springare · a2 vit bonde · b2 vit bonde · c2 vit bonde · f2 vit bonde · g2 vit bonde · h2 vit bonde · a1 vit torn · b1 vit springare · c1 vit löpare · d1 vit drottning · e1 vit kung · h1 vit torn | a8 svart torn · c8 svart löpare · d8 svart drottning · e8 svart kung · f8 svart löpare · g8 svart springare · h8 svart torn · a7 svart bonde · b7 svart bonde · c7 svart bonde · d7 svart springare · f7 svart bonde · g7 svart bonde · h7 svart bonde · d6 svart bonde · e5 svart bonde · c4 vit löpare · d4 vit bonde · e4 vit bonde · f3 vit springare · a2 vit bonde · b2 vit bonde · c2 vit bonde · f2 vit bonde · g2 vit bonde · h2 vit bonde · a1 vit torn · b1 vit springare · c1 vit löpare · d1 vit drottning · e1 vit kung · h1 vit torn | a8 svart torn · c8 svart löpare · d8 svart drottning · e8 svart kung · f8 svart löpare · g8 svart springare · h8 svart torn · a7 svart bonde · b7 svart bonde · c7 svart bonde · d7 svart springare · f7 svart bonde · g7 svart bonde · h7 svart bonde · d6 svart bonde · e5 svart bonde · c4 vit löpare · d4 vit bonde · e4 vit bonde · f3 vit springare · a2 vit bonde · b2 vit bonde · c2 vit bonde · f2 vit bonde · g2 vit bonde · h2 vit bonde · a1 vit torn · b1 vit springare · c1 vit löpare · d1 vit drottning · e1 vit kung · h1 vit torn | a8 svart torn · c8 svart löpare · d8 svart drottning · e8 svart kung · f8 svart löpare · g8 svart springare · h8 svart torn · a7 svart bonde · b7 svart bonde · c7 svart bonde · d7 svart springare · f7 svart bonde · g7 svart bonde · h7 svart bonde · d6 svart bonde · e5 svart bonde · c4 vit löpare · d4 vit bonde · e4 vit bonde · f3 vit springare · a2 vit bonde · b2 vit bonde · c2 vit bonde · f2 vit bonde · g2 vit bonde · h2 vit bonde · a1 vit torn · b1 vit springare · c1 vit löpare · d1 vit drottning · e1 vit kung · h1 vit torn | a8 svart torn · c8 svart löpare · d8 svart drottning · e8 svart kung · f8 svart löpare · g8 svart springare · h8 svart torn · a7 svart bonde · b7 svart bonde · c7 svart bonde · d7 svart springare · f7 svart bonde · g7 svart bonde · h7 svart bonde · d6 svart bonde · e5 svart bonde · c4 vit löpare · d4 vit bonde · e4 vit bonde · f3 vit springare · a2 vit bonde · b2 vit bonde · c2 vit bonde · f2 vit bonde · g2 vit bonde · h2 vit bonde · a1 vit torn · b1 vit springare · c1 vit löpare · d1 vit drottning · e1 vit kung · h1 vit torn | a8 svart torn · c8 svart löpare · d8 svart drottning · e8 svart kung · f8 svart löpare · g8 svart springare · h8 svart torn · a7 svart bonde · b7 svart bonde · c7 svart bonde · d7 svart springare · f7 svart bonde · g7 svart bonde · h7 svart bonde · d6 svart bonde · e5 svart bonde · c4 vit löpare · d4 vit bonde · e4 vit bonde · f3 vit springare · a2 vit bonde · b2 vit bonde · c2 vit bonde · f2 vit bonde · g2 vit bonde · h2 vit bonde · a1 vit torn · b1 vit springare · c1 vit löpare · d1 vit drottning · e1 vit kung · h1 vit torn | 1 |
|   | a | b | c | d | e | f | g | h |   |

I Philidors försvar står svart trångt och det finns flera öppningsfällor man måste vara uppmärksam på. 
En sådan är Légals matt som kan uppträda i olika öppningar.
En annan är en grupp av fällor efter dragen 1.e4 e5 2.Sf3 d6 3.d4 Sd7 4.Lc4 (se diagram). Det kan verka naturligt för svart att fortsätta utvecklingen med 4...Sgf6 eller 4...Le7 men inget av dessa drag fungerar.
- 4...Sgf6? 5.dxe5 Sxe5 (5...dxe5? 6.Sg5 och bonden på f7 går inte att försvara) 6.Sxe5 dxe5 7.Lxf7+ Kxf7 8.Dxd8 Lb4+ 9.Dd2 Lxd2+ 10.Sxd2 med bondevinst för vit.
- 4...Le7? 5.dxe5 Sxe5 (5...dxe5? 6.Dd5 och svart måste offra pjäs för att förhindra matt) 6.Sxe5 dxe5 7.Dh5 och bonden på e5 faller.

Därför försvarar sig svart i regel med 4...c6 men nu kan vit gillra en ny fälla med 5.Sg5 Sh6 6.a4. Svart kan nu få ungefär lika spel med 6...exd4 (därför är 5.0-0 eller 5.Sc3 bättre än 5.Sg5) men om han skulle spela 6...Le7 så kan han hamna i följande vackra varianter: 6...Le7? 7.Lxf7+ Sxf7 8.Se6  
- 8...Da5+ 9.Ld2 Db6 10.a5 Dxb2 11.Lc3 eller
- 8...Db6 9.a5 Db4+ 10.c3 Dc4 11.Sc7+ Kd8 12.b3 i båda fallen med damvinst.

## Partiexempel
Vit: Edwin Adams
Svart: Carlos Torre
New Orleans 1920
1.e4 e5 2.Sf3 d6 3.d4 exd4 4.Dxd4 Sc6 5.Lb5 Ld7 6.Lxc6 Lxc6 7.Sc3 Sf6 8.O-O Le7 9.Sd5 Lxd5 10.exd5 O-O 11.Lg5 c6 12.c4 cxd5 13.cxd5 Te8 14.Tfe1 a5 15.Te2 Tc8 16.Tae1 Dd7 17.Lxf6 Lxf6 18.Dg4 Db5 19.Dc4 Dd7 20.Dc7 Db5 21.a4 Dxa4 22.Te4 Db5 23.Dxb7 1-0